# Перень (Резинський район)
Перень (рум. Pereni) — село у Резинському районі Молдови. Адміністративний центр однойменної комуни, до складу якої також входить село Рошкань.

## Населення
За даними перепису населення 2004 року у селі проживали 583 особи.
Національний склад населення села:
| Національність       | Кількість осіб | Відсоток   |
| -------------------- | -------------- | ---------- |
| молдавани румуни     | 568 13         | 97,4% 2,2% |
| інша / без відповіді | 2              | 0,3%       |
| Всього               | 583            | 100%       |